# Schülp b. Nortorf
Pour les articles homonymes, voir Schülp.
Schülp b. Nortorf (c.-à-d. Schülp bei Nortorf, « Schülp-près-Nortorf ») est une municipalité allemande située dans le land du Schleswig-Holstein et dans l'arrondissement de Rendsburg-Eckernförde. En 2015, sa population est de 782 habitants.